# Hydriomena centrinotata
Hydriomena centrinotata är en fjärilsart som beskrevs av Nitsche 1933. Hydriomena centrinotata ingår i släktet Hydriomena och familjen mätare. Inga underarter finns listade i Catalogue of Life.